# یواس‌اس تراولر (اس‌پی-۱۲۲)
یواس‌اس تراولر (اس‌پی-۱۲۲) (به انگلیسی: USS Traveler (SP-122)) یک کشتی بود که طول آن ۵۰ فوت ۳ اینچ (۱۵٫۳۲ متر) بود. این کشتی در سال ۱۹۱۴ ساخته شد.